# Papaver tumidulum
Papaver tumidulum är en vallmoväxtart som beskrevs av Michail Klokov. Papaver tumidulum ingår i släktet vallmor, och familjen vallmoväxter. Inga underarter finns listade i Catalogue of Life.